# Lucia Annunziata

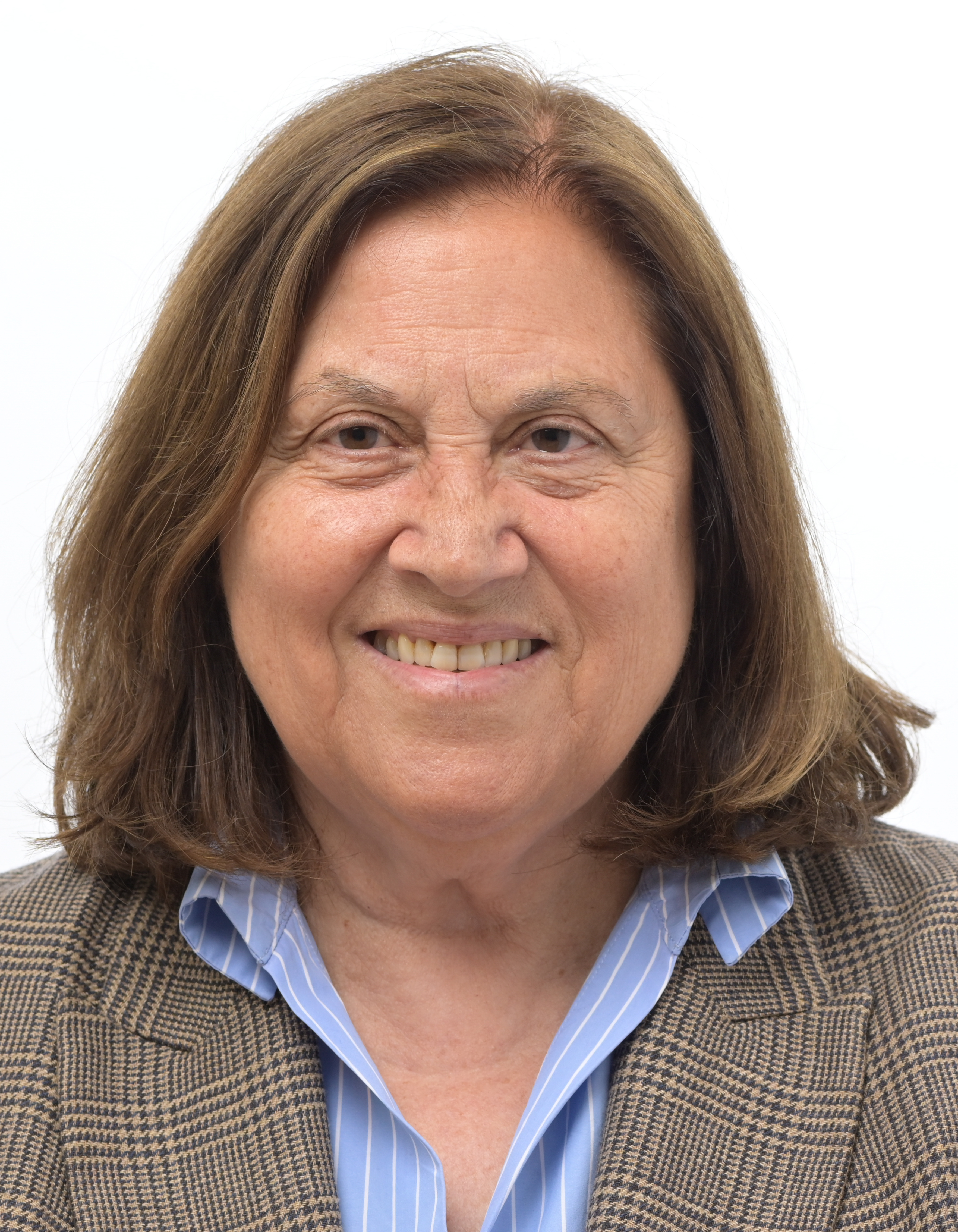
Lucia Annunziata

Lucia Annunziata (* 8. August 1950 in Sarno) ist eine italienische Journalistin und Politikerin der Partito Democratico (PD). Seit 2024 ist sie Mitglied des Europäischen Parlaments.

## Leben
Annunziata arbeitete lange Zeit für den italienischen Fernsehsender Rai, trat jedoch bereits zweimal zurück, das letzte Mal im Jahr 2023. Ihren Rücktritt begründete sie mit Kritik am Vorgehen der Regierung Meloni für den Sender. Bei der Europawahl 2024 trat Annunziata für ihre Partei im Wahlbezirk Süditalien als Spitzenkandidatin an.
Seit ihrem Einzug ins Europäische Parlament ist Annunziata Mitglied der Fraktion S&D und im Ausschuss für auswärtige Angelegenheiten sowie stellvertretendes Mitglied im Ausschuss für internationalen Handel und im Unterausschuss für Sicherheit und Verteidigung. Sie ist zudem Mitglied der Delegation für die Beziehungen zu Israel und stellvertretendes Mitglied der Delegation für die Beziehungen zu den Vereinigten Staaten.